# Ашури, Элиас
Мохамед Элиас Ашури (фр. Mohamed Elias Achouri; 10 февраля 1999, Сен-Дени, Франция) — тунисский футболист, нападающий датского клуба «Копенгаген» и сборной Туниса.

## Карьера в сборной
2 июня 2022 года Ашури дебютировал за сборную Туниса в матче квалификации на Кубок африканских наций против сборной Экваториальной Гвинеи.